# وحيدات الخلية منتجة النيتريت (رتبة)
وحيدات الخلية منتجة النيتريت (الاسم العلمي: Nitrosomonadales) هي رتبة من البكتيريا، سلبية الغرام، تتبع طائفة المتقلبات بيتا.